# Arc de la casa de Mateu Tort
Arc de la casa de Mateu Tort és una obra de Capellades (Anoia) inclosa a l'Inventari del Patrimoni Arquitectònic de Catalunya.

## Descripció
És un arc descontextualitzat, probablement aprofitat d'algun molí paperer enderrocat, car el nom de Mateu Tort està documentat en molins paperers de la zona. És de destacar la dovella principal d'aquest arc rebaixat, on figuren la data, i el nom dins d'una popular decoració que es troba a altres molins paperers.